# Faro de Cabo Blanco
El faro de Cabo Blanco (en catalán: Far de Cap Blanc) es un faro situado en la isla de Mallorca, Islas Baleares, España, en el cabo del mismo nombre. Marca el extremo oriental de la Bahía de Palma.

## Historia
Se inauguró el 31 de agosto de 1863 con una óptica catadióptrica fija para faro de 6º orden y lámpara moderadora de aceite de oliva. En 1883, con el cambio a la parafina, se instaló una lámpara Maris de una mecha. 
En 1917 se añadieron pantallas con sistema de relojería y flotador de mercurio para conseguir una característica de 3+2 ocultaciones. Este sistema puede ahora contemplarse en la exposición del faro de Portopí. Ese mismo año se instaló un gasógeno para producir acetileno con el que iluminar el faro, sistema que se retiró en 1964 con la instalación del sistema automático Dalen, también por acetileno, cambiándose la característica a ocultaciones aisladas cada 5 segundos, que es la que mantiene en la actualidad.
En 1970 se procedió a la electrificación del faro y se montó la óptica procedente del faro de Artrutx que databa de 1859, catadióptrica de 4º orden, que permanece actualmente en activo, siendo el único faro de Baleares que todavía utiliza una óptica completa del periodo de Isabel II.

## Características
El faro emite una luz blanca que se oculta durante 1 segundo en un ciclo total de 5s segundos. La luz está oscurecida entre los sectores 115°-296º, la isla de Mallorca y 321º-336°, el archipiélago de Cabrera.